# DArT
DArT (od ang. Diversity Arrays Technology) – technologia sekwencjonowania DNA przy pomocy enzymów restrykcyjnych, używana w biologii molekularnej, genetyce oraz biotechnologii. Daje możliwość genotypowania pojedynczych polimorficznych locus, pozwalając na charakteryzowanie genomu fragment po fragmencie.
Stosuje enzymy restrykcyjne, które dzielą małe, powielone kopie sekwencji w genomie. Detekcja prowadzona jest na macierzach. Rezultatem techniki są dwa typy danych: markery SilcoDArTs, informujące o obecności lub o absencji, oraz SNP (polimorfizmy pojedynczego nukleotydu).

## Historia
W 1996 r. zespół Andrzeja Kiliana, ówczesnego dyrektora programu genomiki w australijskiej instytucji badawczej Cambia, opracował koncepcję technologii DArT P/L, z przekonaniem, że dostępne wtedy technologie genotypowania, przeznaczone głównie do badania ludzkiego genomu, nie są uniwersalne. Wcześniejsze technologie nie sprawdzały się zwłaszcza w rolnictwie, pomimo znacznego popytu na badania chorób i rozwój upraw.
Od roku 1998 stały się dostępne nowe, wysokowydajne platformy technologiczne, takie jak system mikromacierzy Genetic Microsystems. W roku 2001, po zweryfikowaniu słuszności koncepcji, Andrzej Kilian i Eric Huttner założyli firmę firma DArT P/L, która otrzymała początkową pomoc od Cambii, funduszu Biotechnology Innovation Fund australijskiego rządu federalnego, i lokalnego rządu Australijskiego Terytorium Stołecznego.
W roku 2002 Cyril Cayla opracował jedno z pierwszych zautomatyzowanych narzędzi do przetwarzania danych z mikromacierzy, DArTsoft. Uzyskane dane zostały dzięki pracy Grzegorza Uszynskiego powiązane z bazą danych DArTdb i Systemem Informacji Laboratoryjnej (LIMS). Następnie zespół rozpoczął wieloletnie analizy pszenicy, jęczmienia, trzciny cukrowej, owsa, chmielu, pszenżyta, eukaliptusa i wielu innych gatunków. W tym czasie rozwijano także nowsze i efektywniejsze oprogramowanie do odczytywania danych.
W 2008 roku kilkuletnia współpraca z NICTA (National ICT Australia) zaowocowała opracowaniem oprogramowania do analizy genetycznej opartego na uczeniu maszynowym. Artykuł opisujący tę technologię został opublikowany w BMC Genetics.
W 2009 roku DArT P/L zainicjował prace nad nową platformą integracji danych, później nazwaną KDDart, we współpracy z departamentami przemysłu podstawowego Nowej Południowej Walii i Queensland. Wstępne wsparcie uzyskano za tę pracę dzięki dotacji Horticulture Australia.
W 2010 DArT P/L otrzymał jedną z pierwszych jednostek sekwencera nowej generacji, Polonator G007, opracowanego wspólnie przez Harvard Medical School i Danaher Motion, i zainicjował prace nad DArTseq, jego genotypowaniem przez platformę sekwencjonowania.
W 2011 DArT P/L uruchomił platformę DArTseq jako regularną usługę dla coraz większej liczby organizmów na sekwencerach Illumina. Na potrzeby tej platformy rozwinięto nowe wersje DArTdb i potoków analitycznych.
W 2017 DArT P/L przekroczył pierwszy milion testów na własnych platformach i ponownie zdołał prawie podwoić objętość testów w porównaniu z poprzednim rokiem. Nowe wersje wszystkich aplikacji KDDart zostały wydane w ciągu roku z nowymi funkcjami. DArT P/L zainicjował współpracę z programem International Agroinformatics Alliance na Uniwersytecie Minnesoty, koncentrując się na rozszerzeniu analizy genotyp × środowisko × uprawa o dodanie wymiaru socjoekonomicznego.

## Procedura
Przed rozpoczęciem badań przygotowywane jest genomowe DNA, które będzie tzw. reprezentacyjnym DNA. Następnie genom jest redukowany, w celu ograniczenia jego złożoności; sporządzane są biblioteki genomowe. Kolejnym etapem jest przygotowanie sond i ich hybrydyzacja. Sondy umieszczone na macierzach są znakowane fluorescencyjnie. Ostatnim etapem jest odczyt wyników. „Etap przygotowania reprezentacji genomowej polega na izolacji genomowego DNA. Powielone fragmenty o znanej masie cząsteczkowej są klonowane i powielają sondy na szklanych mikromacierzach DNA. W wyniku reakcji PCR produkty są zatężane i oczyszczane przed etapem znakowania barwnikami. „Tak przygotowane próbki są hybrydyzowane na macierzy z sondami. Płytki po hybrydyzacji są skanowane za pomocą konfokalnego skanera laserowego”. Dalsza analiza danych jest prowadzona z użyciem specjalnego oprogramowania.

## Wady i zalety metody
Najbardziej pracochłonną i czasochłonną częścią tej technologii jest opracowanie bibliotek genomowych co jest warunkiem koniecznym w celu uzyskania sond. Najważniejszą zaletą tej techniki jest jej wydajność i ekonomiczność. Dodatkowo nie wymaga informacji o sekwencji do wykrywania miejsc występowania danej cechy. „Pojedyncza reakcja, gdzie wystarczy jedynie od 50 do 100 ng genomowego DNA, może wykryć polimorfizm tysięcy loci w różnorodnych genomach. „Metoda ta daje nam możliwość analizy dużej liczby prób. Metoda ta ma także wysoką powtarzalność i minimalizuje występowanie brakujących danych”.